# Славное (озеро, Итуруп)
Сла́вное (устар. Сибеторо; яп. 蘂取沼) — проточное вулканическое озеро лавоподпрудного происхождения на полуострове Медвежий северо-восточной оконечности острова Итуруп в Сахалинской области России. Исток реки Славная. Располагается на территории Курильского городского округа.
Находится на высоте 164 м над уровнем моря в западной части одноимённой кальдеры. Имеет дугообразную форму, ориентированную в меридиональном направлении. Длина — 2,91 км, ширина — 1,5 км. Площадь озера составляет 2,86 км², по другим данным, 2,83 км² или 2,7 км². Мелкое, относительно других крупных вулканических озёр Курильских островов, максимальная глубина — 4 м. В южную оконечность акватории с юго-восточной стороны впадают два водотока. Площадь водосборного бассейна озера — 30 км². Из северной оконечности вытекает река Славная, впадающая в одноимённую бухту Охотского моря.